# Маратеа
Маратеа (итал. Maratea) је насеље у Италији у округу Потенца, региону Базиликата.
Према процени из 2011. у насељу је живело 2715 становника. Насеље се налази на надморској висини од 179 м.

## Становништво
Према резултатима пописа становништва 2011. у општини је живело 5.150 становника.
| 1951. | 1961. | 1971. | 1981. | 1991. | 2001. | 2011. |
| ----- | ----- | ----- | ----- | ----- | ----- | ----- |
| 4.836 | 4.916 | 4.858 | 5.090 | 5.261 | 5.261 | 5.150 |

## Партнерски градови
- Болцано
- Ченто
- Карозино
- Аветрана